# Deûlémont
Deûlémont (Nederlands, verouderd: Deulemonde) is een gemeente in het Franse Noorderdepartement (Frans: département du Nord). De plaats ligt ongeveer 15 kilometer van Rijsel, tegen de Belgische grens, aan de samenvloeiing van de Leie en de Deule. De gemeente telde op 1 januari 2022 1.801 inwoners. Tijdens de Eerste Wereldoorlog werd Deûlémont geheel verwoest.

## Geografie
De oppervlakte van Deûlémont bedroeg op 1 januari 2022 9,94 vierkante kilometer; de bevolkingsdichtheid was toen 181,2 inwoners per km².

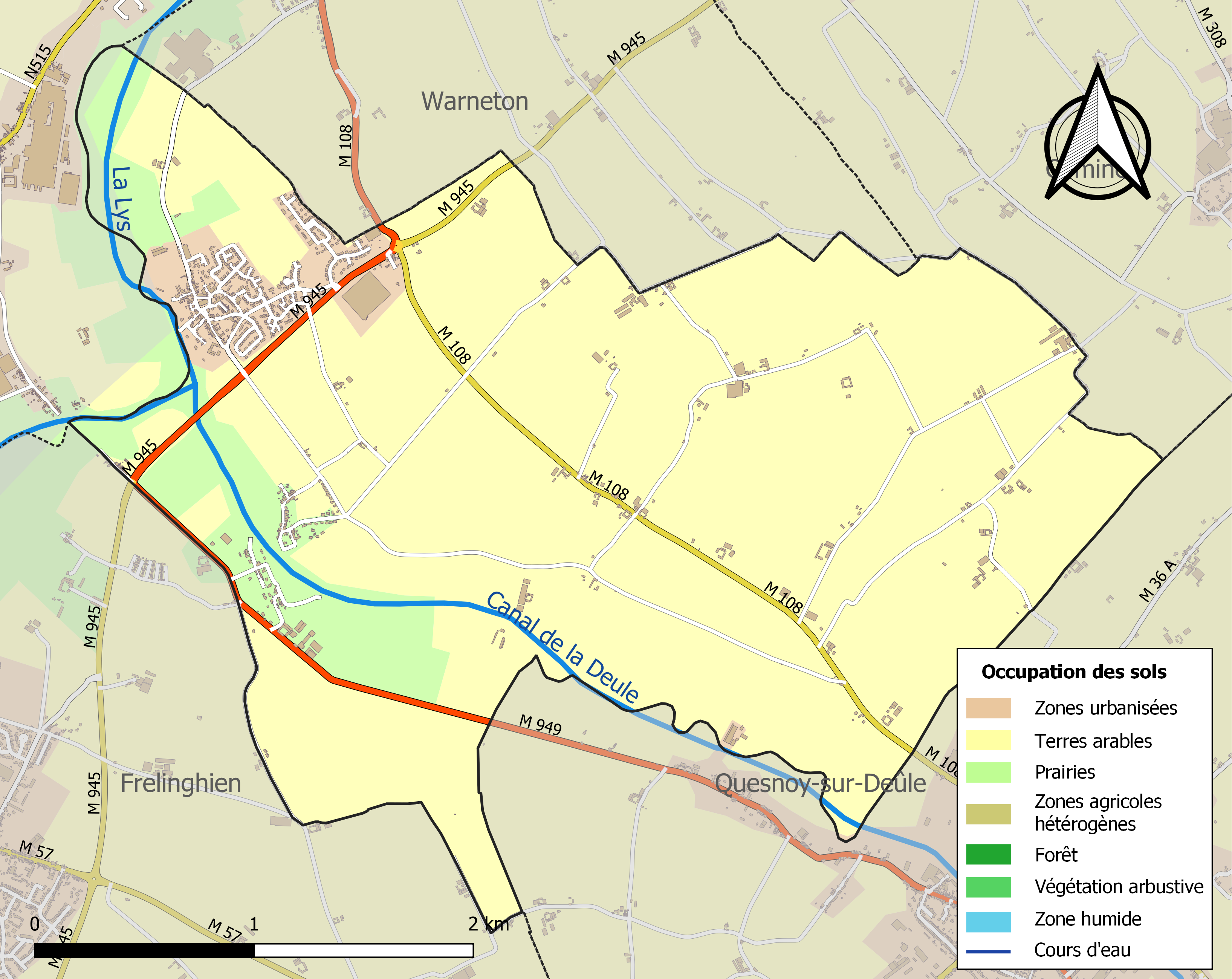
Kaart van de gemeente met belangrijkste infrastructuur, bodemgebruik en omliggende gemeenten

## Geschiedenis
Deûlémont werd voor het eerst vermeld in 1066 als Doulesmons. Toen was er sprake van bezittingen van de Abdij van Mesen en het Sint-Pieterskapittel van Rijsel. De kerk werd tijdens de Eerste Wereldoorlog verwoest en herbouwd.

## Bezienswaardigheden
- De Sint-Symphorianuskerk (Église Saint-Symphorien) werd heropgebouwd in 1925 als vervanging voor de vorige kerk, vernietigd tijdens de Eerste Wereldoorlog.
- De Begraafplaats van Deûlémont, waarop zich ook twee Britse militaire graven uit de Tweede Wereldoorlog bevinden.

- De Kapel Notre-Dame de la Délivrance (nl :Onze Lieve Vrouw van de Verlossing)  –  ook "Chapelle Rohart" genoemd. Oorspronkelijk gebouwd in 1867, heropgebouwd in 1934, gerenoveerd in 2013.  Gelegen rue des trois frères Fretin.
- De Kapel Marie Mère de Dieu (nl : Maria Moeder Gods) – Gebouwd in 1926. Gelegen te Les écolatries.
- De Kapel Notre-Dame (nl : Onze Lieve Vrouw Kapel) – Gelegen rue des Processions.
- De Kapel Notre-Dame (nl : Onze Lieve Vrouw Kapel) – Gelegen rue du maréchal Foch. Met beeld van O.L.V van de Wonderdadige Medaille.
- De Kapel Notre-Dame des Douleurs (nl: Onze-Lieve-Vrouw van Smarten) –  Gelegen op het kruisweg van de Chemin du moulin du Wynhem en de Chemin de Deûlémont. Gebouwd als dank omdat de Boerderij du Wynhem gespaard bleef tijdens de eerste Wereldoorlog.

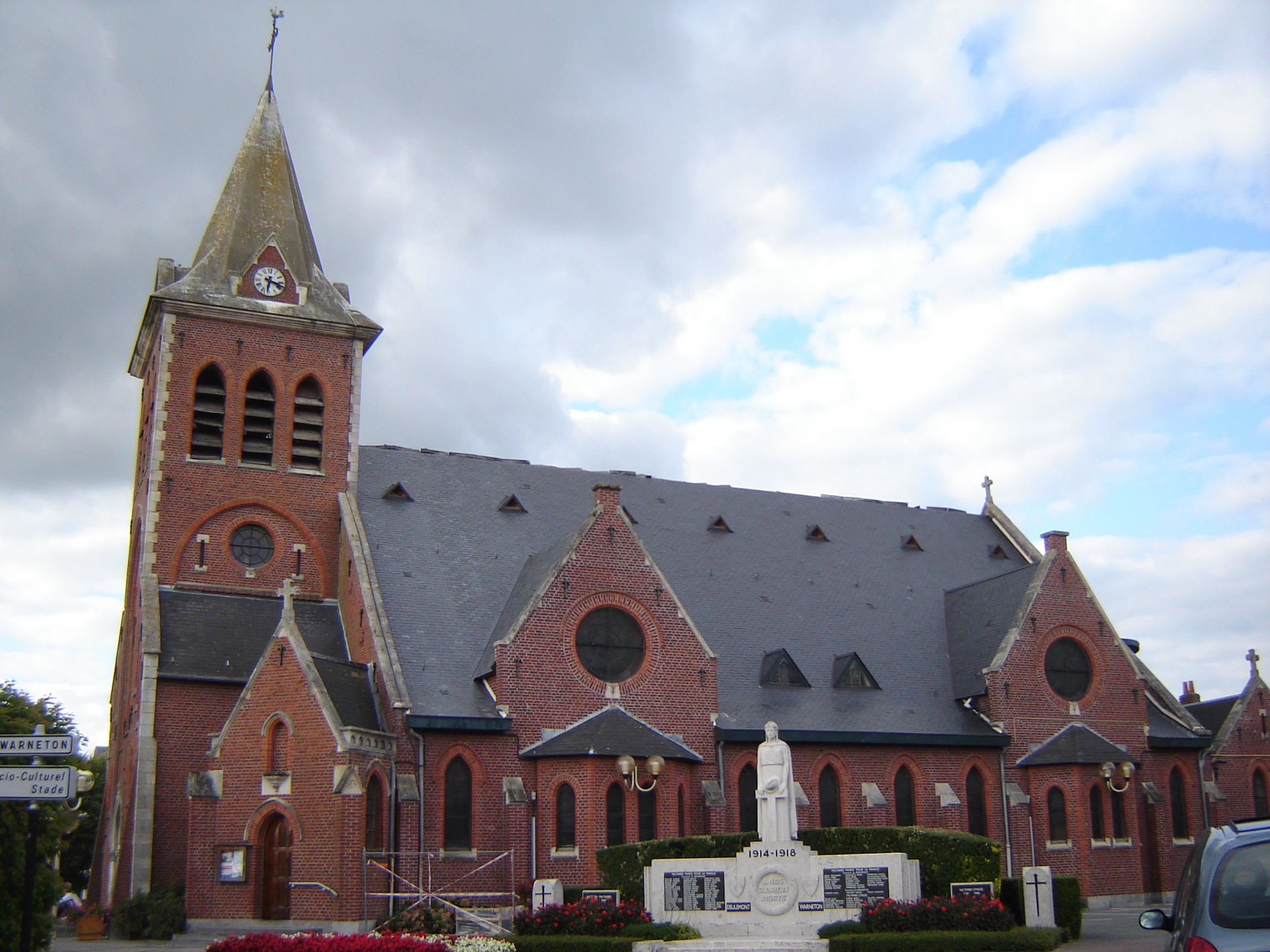
De Sint-Symforianuskerk

## Natuur en landschap
Deûlémont ligt op de rechteroever van de Leie, aan de samenvloeiing met de Deule (monding van de Deule). De hoogte bedraagt ongeveer 16 meter.

## Recreatie
De gemeente ligt nabij de jachthaven van Komen-Deûlémont aan de Frans-Belgische grens.

## Demografie
Onderstaande figuur toont het verloop van het inwoneraantal van Deûlémont vanaf 1962.
Bron: Frans bureau voor statistiek. Cijfers inwoneraantal volgens de definitie population sans doubles comptes (zie de gehanteerde definities)

## Verering van Sint-Symforianus

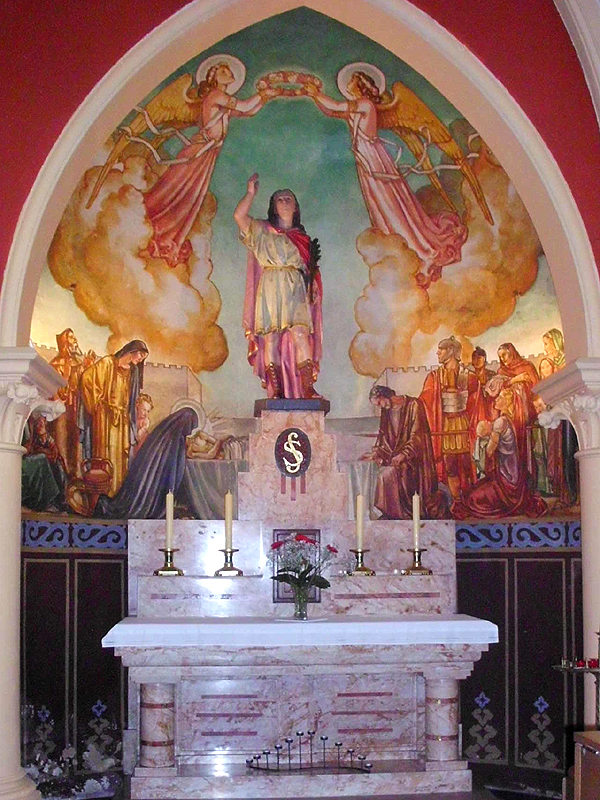
Altaar van Sint-Symforianus in de kerk van Deûlémont, Frankrijk

De kerk is gewijd aan de Sint-Symforianus van Autun.  De heilige heeft er zijn eigen altaar.
Deûlémont was een populair bedevaartsoord bij de West-Vlamingen, die het dorp "Dulzemonde" noemden. In 1927 meldde Vlaamse schrijver Edward Vermeulen het bedevaartsoord in zijn boek "Mietje Mandemakers & Cie".
"Ge moet in beêvaart gaan naar Dulzemonde, raade Leonie aan, 't is wel ver in Frankrijk, maar ge zoudt er voorzeker beternis vinden."
Ook de Belgische volkskundige Walter Giraldo vermeldt meermaals het bedevaartsoord van Deûlémont in zijn onderzoeken over de volksdevotie in West-Vlaanderen.
Men diende Sint-Symforianus tegen de blauwzucht (cyanose) (in het plaatselijke dialect de "plane" of "de blauwe ziekte" genoemd) ook tegen de Wiegendood of allerlei kinderziektes. Soms diende men hem ook tegen veeziektes.
In het begin van de jaren 1930 kwamen bedevaarders uit Kortrijk om het ondergoed van hun kindjes te laten zegenen. Dit ondergoed moest al negen keer gedragen zijn. Na de zegening moesten de kinderen het dan weer negen dagen dragen.
Tijdens de jaren 1950 kwamen bedevaarders uit Aalbeke, Deerlijk, Wijtschate of Wevelgem.    Gelijkaardige praktijken werden vermeld: Men begaf zich naar Deûlémont voor de bevalling, het liefst met de echtgenoot om een kledingstuk te laten wijden, dat het kind, na zijn geboorte, negen dagen moest dragen om de blauwe ziekte te voorkomen.
Destijds deelde de parochie een medaille van Sint-Symforianus uit.  Een processie vond plaats op de vierde zaterdag van augustus. Tot op heden wordt elke jaar op deze dag een mis met kinderzegening gevierd ; de kinderen krijgen dan een beeldje van de heilige. Het dorp organiseert een feestje met wat attracties, paardenmolens en een grote rommelmarkt. Enkele Vlaamse bedevaarders komen nog de heilige dienen.

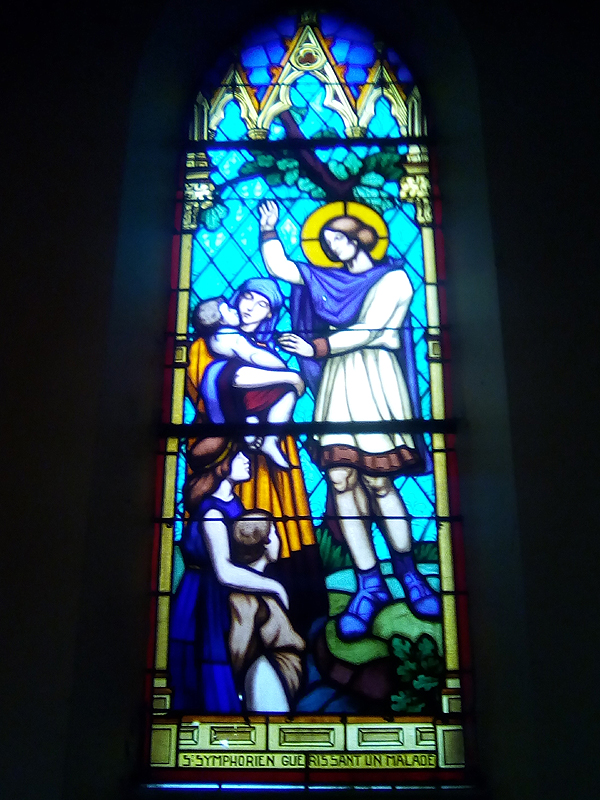
Sint-Symforianus geneest een ziek kind.
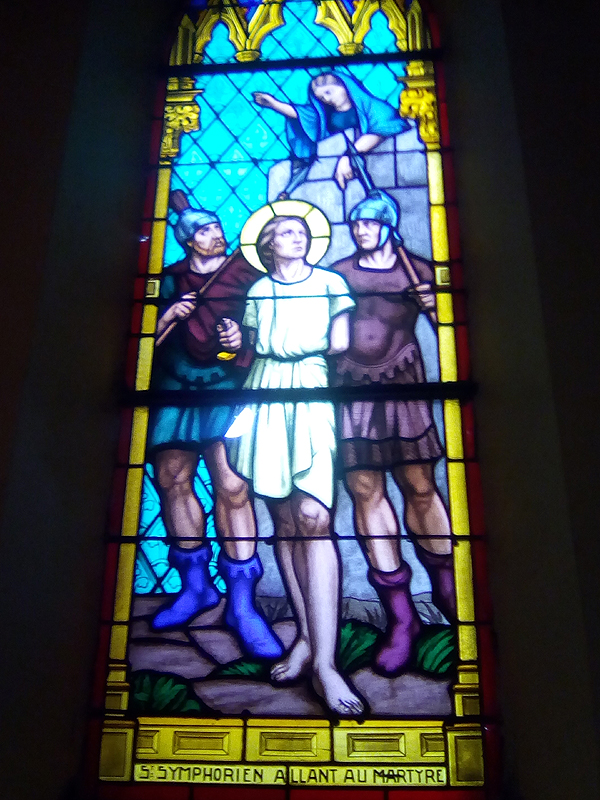
Sint-Symforianus gaat naar de marteldood.
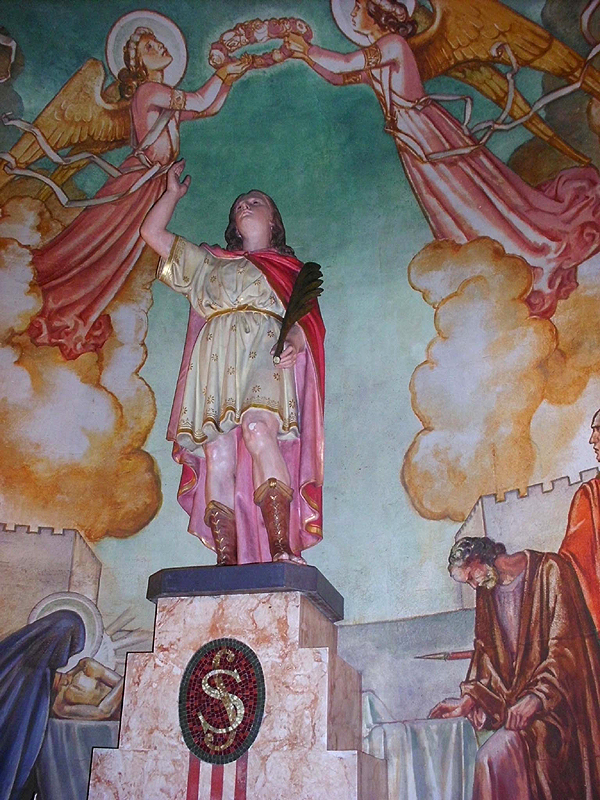
Beeld van Sint-Symforianus.

## Nabijgelegen kernen
Le Bizet, Waasten, Komen, Quesnoy-sur-Deûle, Frelinghien